# میرزا ابوالقاسم خاتون‌آبادی

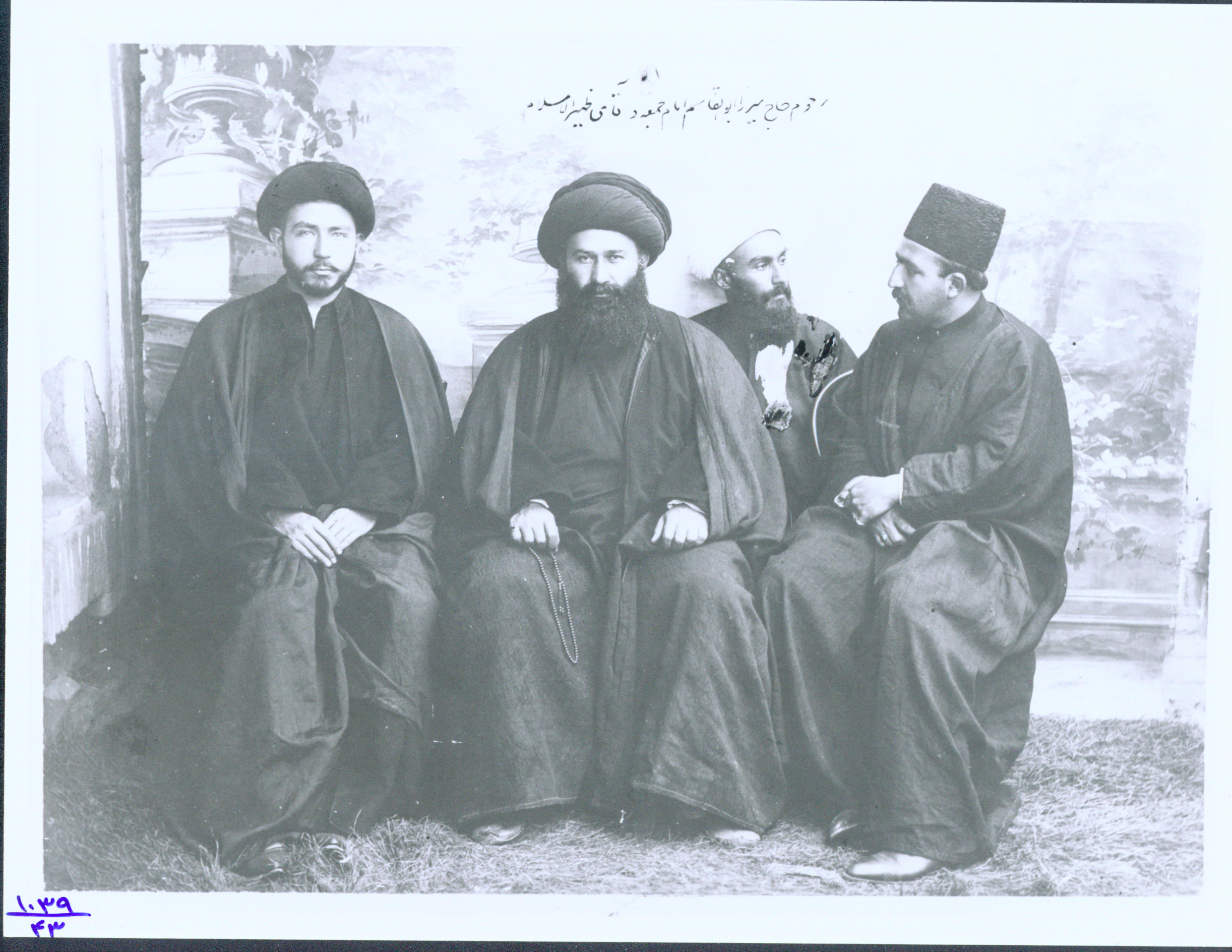
میرزا ابوالقاسم (راست) - ظهیرالاسلام (چپ)

میرزا ابوالقاسم خاتون‌آبادی معروف به میرزا ابوالقاسم امام جمعه پسر میرمحسن از خاندان خاتون‌آبادی اصفهان و امام جمعهٔ تهران در عهد محمدشاه و ناصرالدین‌شاه می‌باشد.

## زندگانی
میرزا ابوالقاسم برادرزاده و داماد میرمحمدمهدی امام جمعه و برادر میرزا مرتضی صدرالعلماء و میرزا محمدباقر صدرالعلماء در ۱۲۱۵ قمری (مطابق با ۱۱۷۹ خورشیدی) در اصفهان به‌دنیا آمد. پدرش میرزا محمد صدرالعلماء اصفهانی و از خاندان خاتون‌آبادی بود. جدش، میرمحمدصالح خاتون‌آبادی، در عهد صفویان منصب امام جمعهٔ اصفهان را داشت و داماد محمدباقر مجلسی بود.
هنگامی که در ۱۲۳۷ قمری (مطابق با ۱۲۰۱ خورشیدی) به همراه جمعی از عالمان اصفهان برای تعزیت فتحعلی‌شاه در وفات اولین پسرش محمدعلی دولتشاه (متوفی در ۲۶ صفر ۱۲۳۷ قمری مطابق ۱ آذر ۱۲۰۰)، رهسپار تهران شد، مورد توجه شاه قرار گرفت و چون میرمحمدمهدی پسر نداشت، فتحعلی‌شاه او را نایب‌امام جمعه تهران کرد. او فقه، اصول‌وحکمت را از عالمان تهران فراگرفت و سپس به‌نجف رفت و نزد کسانی چون شیخ‌حسن کاشف‌الغطاء درس خواند. پس از بازگشت به تهران به تدریس و تصدی امور دینی مردم پرداخت.
میرزا ابوالقاسم در سال ۱۲۶۳ قمری، مصادف با آخرین سال سلطنت محمدشاه، پس از فوت عمو و پدرزن خود میرمحمدمهدی توسط محمدشاه قاجار امام جمعه تهران شد و مسجد شاه با تمام موقوفاتش به او تحویل گردید. بنابر گزارش سر جاستین شیل فرستاده ویژه انگلیس در سالهای ۱۲۲۳ تا ۱۲۳۳ به ایران، میرزا ابوالقاسم امام جمعه تهران که از یک طرف از الکساندر سوم، امپراتور روسیه هدایای قیمتی می‌پذیرفت و از طرفی دیگر به لرد پالمرستون وزیر خارجه انگلیس نامه ارادتمندانه می‌نوشت مورد سخط و عتاب میرزا تقی خان امیرکبیر قرار گرفت.
میرزا ابوالقاسم ظهیرالاسلام در سال ۱۲۷۰ ق؛ یعنی در سال ششم سلطنت ناصرالدین‌شاه در تهران درگذشت و در جنوب شهر تهران در مقبره‌ای مجلل که پسرش میرزا زین‌العابدین تهرانی ظهیرالاسلام برای او درست کرد و امروز معروف است به قبرستان آقا یا سر قبر آقا دفن گردید.
میرزا ابوالقاسم امام جمعه تهران که مردی قرشی نسب و ستوده حسب بود و فضلی به کمال و زهدی به سزا داشت روز چهارشنبه پانزدهم ربیع الاول از جهان فانی به جنان جاودانی خرامید.
پس از درگذشت میرزا ابوالقاسم چون فرزندش میرزا زین‌العابدین خردسال بود، سیدمرتضی برادر میرزا ابوالقاسم، کفالت امور امام جمعه را برعهده گرفت.

## تألیفات
- البلدان المفتوحه عنوه
- منتخب الفقه
- تسامح در ادله سنن
- وجیزه در منجزات مریض
- رساله علمیه فارسی